# یاکتی-کول (شهرستان کارماسکالینسکی، باشقیرستان)
یاکتی-کول (انگلیسی: Yakty-Kul, Karmaskalinsky District, Republic of Bashkortostan) یک شهرک در شهرستان کارماسکالینسکی استان باشقیرستان کشور روسیه است.